# Antiprotongyűjtő
Az Antiprotongyűjtő (AC: Antiproton Collector) a CERN-ben a LEAR egyik előgyorsítója volt 1987–1996-ig, amely a Protonszinkrotrontól kapott antiprotonokat gyűjtötte és sztochasztikusan hűtötte, majd továbbadta az Antiproton-felhalmozónak (AA).

## Története
1981-től az AA antiprotonokat hűtött és halmozott fel előbb az ISR, majd az SPS számára. Ehhez a PS 26 GeV-es protonnyalábját egy álló céltárgyra ejtették, amivel ~3,5 GeV-es antiprotonokat keltettek. Ezeket az AA-ban hűtötték és felhalmozták, naponta mintegy 1011-nyit. 1987-ben helyezték Simon van der Meer javaslatára, az ekkor új Antiprotongyűjtőt az AA elé, az antiprotonforrás mögé az antiproton-rendszerbe, ami egy nagyságrenddel növelte a nyaláb intenzitását.